# سام مارتن (مغني)
سام مارتن (بالإنجليزية: Sam Martin)‏ هو مغني ومغن مؤلف أمريكي، ولد في 17 فبراير 1983 في نيويورك في الولايات المتحدة.

## وصلات خارجية
- الموقع الرسمي
- صموئيل مارتن على موقع ميوزك برينز (الإنجليزية)
- صموئيل مارتن على موقع أول ميوزيك (الإنجليزية)
- صموئيل مارتن على موقع ديسكوغز (الإنجليزية)